# Planetenallee Mannheim

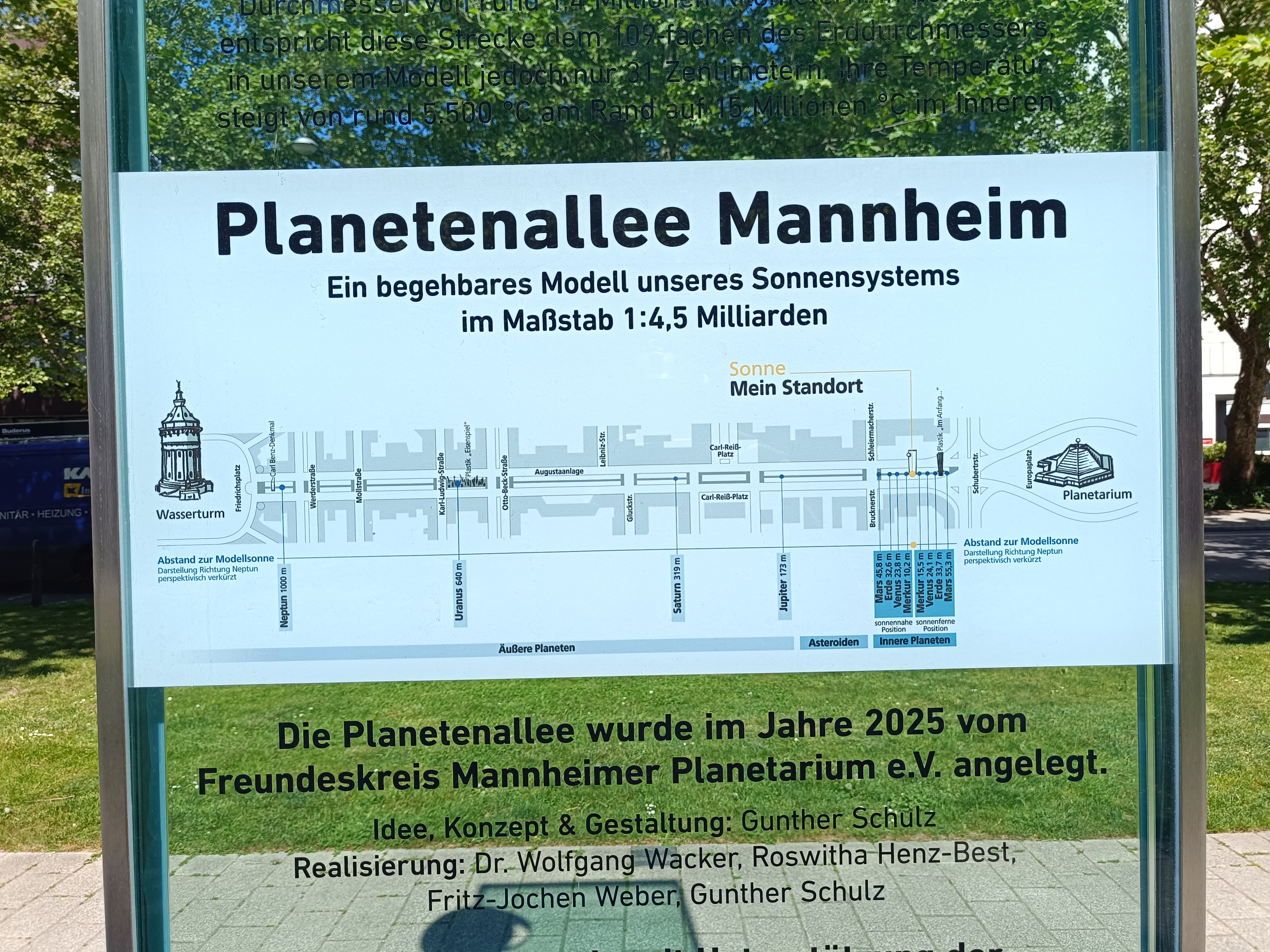
Schautafel

Die Planetenallee in der Mannheimer Augustaanlage ist ein begehbares, interaktives Modell des Sonnensystems im Maßstab 1:4,5 Milliarden.

## Geschichte

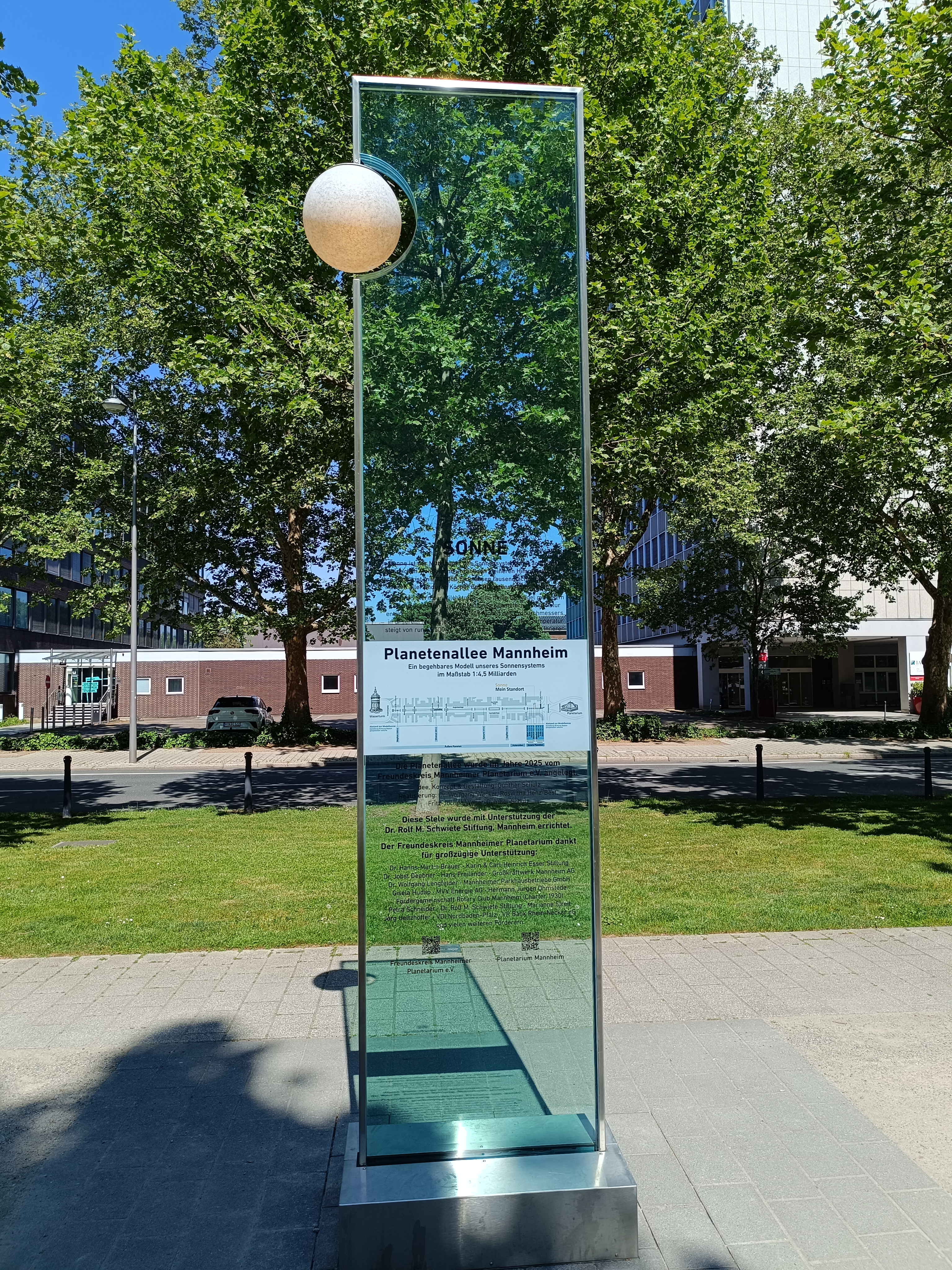
Darstellung der Sonne auf der Planetenallee

Die 2025 auf Anregung des Freundeskreises Mannheimer Planetarium e.V. eröffnete Anlage soll einen Beitrag zur Förderung der naturwissenschaftlichen Bildung insbesondere junger Menschen leisten.

## Größenverhältnisse
Die Sonne ist als leuchtende Kugel mit knapp 31 Zentimeter Durchmesser in einer Höhe von 315 Zentimeter in eine Glasstele integriert und ist auch von der fernsten Planetenposition noch zu erkennen.
Ein Zentimeter im Modell entspricht 45.000 Kilometer in der Natur. Alle Distanzen und Objekte werden im selben Maßstab abgebildet, um die maximal mögliche Veranschaulichung der tatsächlichen Größenverhältnisse zu erreichen. Die weiteste Entfernung im Modell ist der Abstand von der Sonne zum Neptun. Das sind 1.000 Meter.

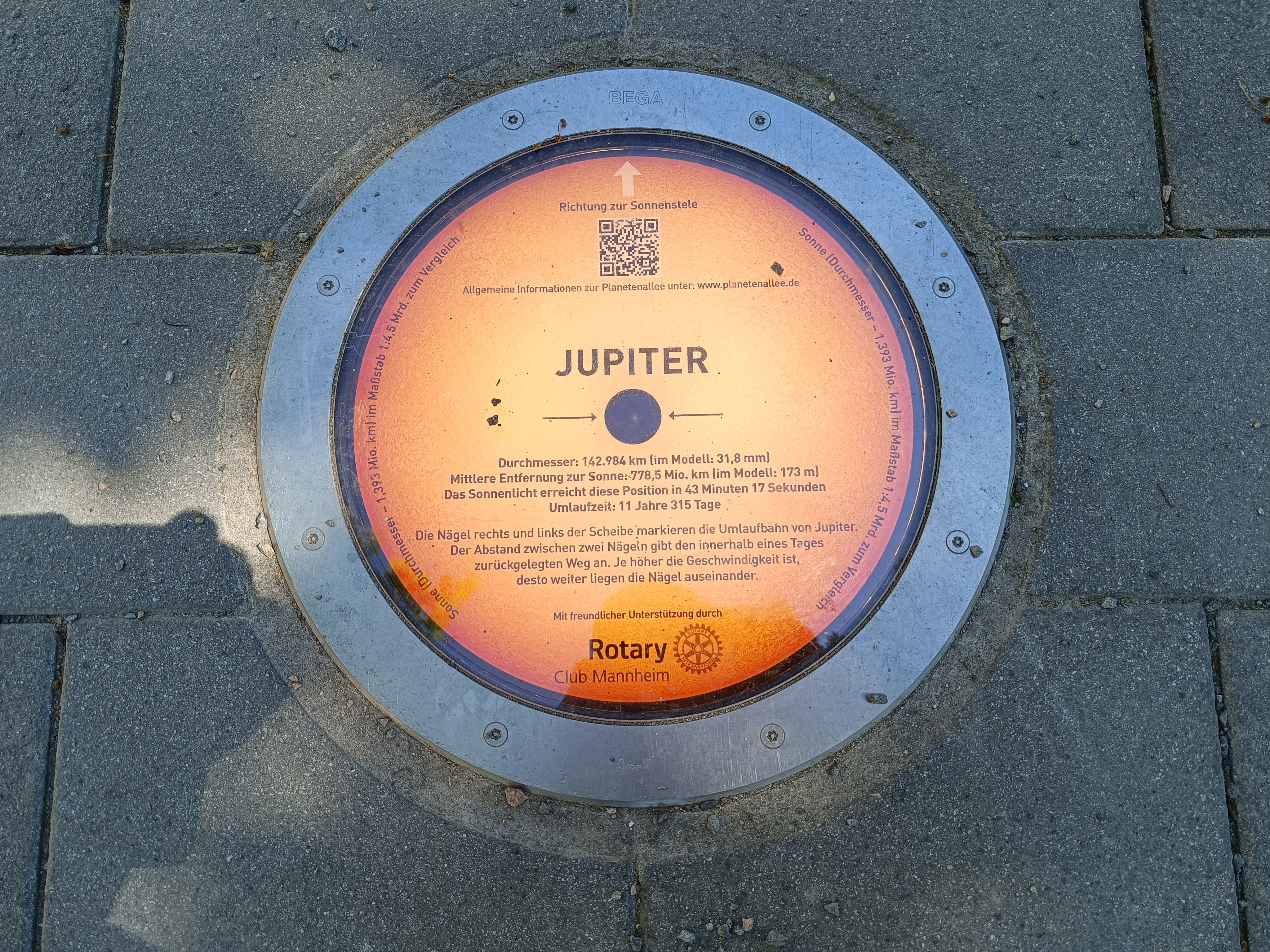
Darstellung des Jupiters

Im Boden eingelassene, permanent leuchtende Planetenscheiben zeigen den Standort des jeweiligen Planeten und bilden seine Größe im Verhältnis zum Sonnendurchmesser ab.
Die inneren Planeten werden sowohl in ihrer sonnennahen als auch in ihrer sonnenfernen Stellung dargestellt.
- Merkur im Modell:

Perihel: Sonnenabstand 10,2 Meter
Aphel: Sonnenabstand 15,5 Meter